# Cynanchum decipiens
Cynanchum decipiens är en oleanderväxtart som beskrevs av C. K. Schneider. Cynanchum decipiens ingår i släktet Cynanchum och familjen oleanderväxter. Inga underarter finns listade i Catalogue of Life.